# Euro Hockey Tour 2016/17
Die Euro Hockey Tour 2016/17 war eine Serie von internationalen Eishockeyturnieren zwischen den Nationalmannschaften Finnlands, Schwedens, Russlands und Tschechiens. Zur Austragung in der Saison 2016/17 gehörten der Karjala Cup im November 2016, der Channel One Cup im Dezember 2016, die Sweden Hockey Games im Februar 2017 sowie die Czech Hockey Games im April 2017.

## Turniere

### Karjala Cup
Der Karjala Cup 2016 wurde vom 3. bis 6. November 2016 in Helsinki (Hauptspielort) und Pilsen ausgetragen. Sieger des Turniers wurde die russische  Nationalmannschaft.

### Channel One Cup
Der Channel One Cup 2016 wurde vom 15. bis 18. Dezember 2016 in Moskau (Hauptspielort) und Helsinki ausgetragen. Sieger des Turniers wurde die schwedische Nationalmannschaft.

### Sweden Hockey Games
Die Sweden Hockey Games 2017 wurden vom 9. bis 12. Februar 2017 in Göteborg (Hauptspielort) und Sankt Petersburg ausgetragen. Sieger des Turniers wurde die russische Nationalmannschaft.

### Czech Hockey Games
Die Czech Hockey Games 2017 (auch Carlson Hockey Games) wurden vom 27. bis 30. April 2017 in České Budějovice (Hauptspielort) und Stockholm ausgetragen. Sieger des Turniers wurde die tschechische Nationalmannschaft.

## Gesamtwertung
| Platz | Mannschaft | Spiele | S | OTS | OTN | N | Tore  | Punkte |
| ----- | ---------- | ------ | - | --- | --- | - | ----- | ------ |
| 1.    | Russland   | 12     | 8 | 1   | 1   | 2 | 38:23 | 27     |
| 2.    | Tschechien | 12     | 6 | 0   | 1   | 5 | 43:39 | 19     |
| 3.    | Finnland   | 12     | 5 | 0   | 0   | 7 | 28:37 | 15     |
| 4.    | Schweden   | 12     | 3 | 1   | 0   | 8 | 33:43 | 11     |

## Statistik

### Beste Scorer
Quelle: eurohockey.com
| Spieler            | Mannschaft | Sp | T | V | Pkt | SM | +/− |
| ------------------ | ---------- | -- | - | - | --- | -- | --- |
| Lukáš Radil        | Tschechien | 12 | 6 | 8 | 14  | 4  | +5  |
| Jan Kovář          | Tschechien | 7  | 5 | 7 | 12  | 4  | +5  |
| Wladimir Tkatschow | Russland   | 11 | 3 | 7 | 10  | 2  | +5  |
| Miro Aaltonen      | Finnland   | 8  | 7 | 1 | 8   | 4  | −2  |
| Carl Klingberg     | Schweden   | 12 | 4 | 4 | 8   | 6  | +1  |
| Linus Omark        | Schweden   | 6  | 1 | 6 | 7   | 2  | +2  |
| Anatoli Golyschew  | Russland   | 9  | 4 | 2 | 6   | 0  | +6  |
| Nikita Gussew      | Russland   | 6  | 4 | 2 | 6   | 6  | +3  |
| Petr Holík         | Tschechien | 9  | 3 | 3 | 6   | 0  | +3  |
| Jakub Jeřábek      | Tschechien | 7  | 3 | 3 | 6   | 16 | +2  |

(Legende zur Spielerstatistik: Sp oder GP = absolvierte Spiele; T oder G = erzielte Tore; V oder A = erzielte Assists; Pkt oder Pts = erzielte Scorerpunkte; SM oder PIM = erhaltene Strafminuten; +/− = Plus/Minus-Bilanz; PP = erzielte Überzahltore; SH = erzielte Unterzahltore; GW = erzielte Siegtore; 1 Play-downs/Relegation; Kursiv: Statistik nicht vollständig)

### Beste Torhüter
Quelle: eurohockey.com
| Spieler           | Mannschaft | Sp | Min | GTS  | Sv%  | SO |
| ----------------- | ---------- | -- | --- | ---- | ---- | -- |
| Ilja Sorokin      | Russland   | 5  | 304 | 1,58 | 94,9 | 1  |
| Igor Schestjorkin | Russland   | 4  | 239 | 1,76 | 93,6 | 0  |
| Mikko Koskinen    | Finnland   | 4  | 200 | 1,80 | 93,1 | 0  |
| Viktor Fasth      | Schweden   | 5  | 297 | 2,22 | 89,3 | 0  |
| Pavel Francouz    | Tschechien | 6  | 337 | 2,67 | 87,6 | 0  |
| Petr Mrázek       | Tschechien | 2  | 125 | 2,88 | 86,7 | 0  |
| Harri Säteri      | Finnland   | 4  | 214 | 3,93 | 89,2 | 0  |

(Legende zur Torhüterstatistik: GP oder Sp = Spiele insgesamt; W oder S = Siege; L oder N = Niederlagen; T oder U oder OT = Unentschieden oder Overtime- bzw. Shootout-Niederlage; Min. = Minuten; SOG oder SaT = Schüsse aufs Tor; GA oder GT = Gegentore; SO = Shutouts; GAA oder GTS = Gegentorschnitt; Sv% oder SVS% = Fangquote; EN = Empty Net Goal; 1 Play-downs/Relegation; Kursiv: Statistik nicht vollständig)